# Elecciones presidenciales de Indonesia de 2009
Las elecciones presidenciales de Indonesia de 2009 se celebraron el 8 de julio, para escoger al Presidente y Vicepresidente de la República para el período 2009-2014, siendo las segundas elecciones presidenciales directas en la historia del país. El presidente incumbente, Susilo Bambang Yudhoyono, obtuvo una aplastante victoria con el 60% de los votos, evitando tener que recurrir a un balotaje para ganar la presidencia. Los otros dos candidatos fueron Megawati Sukarnoputri, quien ya había sido presidenta previamente, y el hasta entonces vicepresidente Jusuf Kalla, por el partido Golkar. Yudhoyono fue declarado oficialmente vencedor de las elecciones el 23 de julio de 2009, por la Comisión Electoral General.

## Antecedentes
En 2004, Susilo Bambang Yudhoyono derrotó en segunda vuelta a la presidenta Megawati Sukarnoputri en las primeras elecciones presidenciales directas del país. Bajo el nuevo sistema, el presidente de la República de Indonesia es elegido por voto popular, directo y secreto, para un mandato de cinco años con posibilidad de una sola reelección. A principios de enero de 2009, finalizando su mandato constitucional, Yudhoyono era situado en las encuestas como el primero para ganar las elecciones presidenciales venideras en caso de presentarse a la reelección.
En febrero de 2009, el vicepresidente Jusuf Kalla, que había sido compañero de fórmula de Yudhoyono en las anteriores elecciones, confirmó que no se presentaría a la reelección en su cargo junto al Presidente, sino que en su lugar buscaría la nominación de su propio partido, Golkar, para desafiar a Yudhoyno en los comicios. Otros posibles candidatos fueron el expresidente Abdurrahman Wahid, el antiguo presidente del Consejo de Representantes del Pueblo Akbar Tandjung, el Sultán de Yakarta Hamengkubuwono X, y el exgobernador de Yakarta, Sutiyoso.
El 17 de febrero, el Tribunal Constitucional dictaminó que no se permitirían candidaturas independientes en las elecciones.

## Coaliciones
Tras las elecciones legislativas del 9 de abril, se empezaron a formar coaliciones para nominar candidatos presidenciales y vicepresidenciales. En virtud de la Ley de Elección Presidencial de 2008, pueden presentar candidatos partidos o coaliciones que hayan recibido más del 25% del voto popular en los comicios legislativos o 112 (20%) de los escaños del Consejo de Representantes del Pueblo. Los candidatos tenían que registrarse oficialmente con la Comisión Electoral General antes de la medianoche del 16 de mayo con el fin de aparecer en las papeletas.
En un principio parecía que Golkar, el partido del vicepresidente titular Jusuf Kalla, entraría en una coalición con el Partido Democrático Indonesio-Lucha (PDI-P) de la expresidenta Megawati Sukarnoputri para desafiar al presidente Susilo Bambang Yudhoyono, del Partido Democrático. Sin embargo, las conversaciones se rompieron el 13 de abril de 2009, cuando Golkar, según los informes, demostró estar más interesado en continuar la coalición con Yudhoyono, en lugar de arriesgarse a ser separado del gobierno por completo. Yudhoyono también estaba en conversaciones con los partidos islamistas en un intento de formar una coalición que controlara más de la mitad de los escaños en el parlamento. A finales de abril, Golkar inició conversaciones con partidos más pequeños para crear una coalición con la cual presentar a Kalla como candidato presidencial. Después de que diez partidos menores acordaran entrar en la coalición, Kalla anunció su candidatura con el exmilitar Wiranto como compañero de fórmula.
Ya el 7 de mayo el PDI-P había escogido a Megawati Sukarnoputri, pero esta no anunció inmediatamente a su compañero de fórmula. Prabowo Subianto, de Gerindra, fue considerado inicialmente, pero no se llegó a un acuerdo sino hasta dos días antes de la fecha límite para presentar las candidaturas. Finalmente, la fórmula Megawati-Prabowo fue anunciada el 15 de mayo. Golkar y el PDI-P firmaron un pacto mediante el cual, en el eventual caso de un balotaje, la fórmula derrotada apoyaría a la otra contra Yudhoyono.
El 12 de mayo de 2009, Yudhoyono, que se presentó a al reelección, eligió a Boediono, el gobernador del Banco Central de Indonesia, como su compañero de fórmula. Otros cuatro candidatos de diferentes partidos que formaban la coalición de Yudhoyono fueron considerados previamente. La coalición del PAN, el PPP y el PKS (Partido del Mandato Nacional, Partido Unido del Desarrollo y el Partido Próspera Justicia) inicialmente unida para apuntalar su propia candidatura, resolvió el 15 de mayo apoyar a la fórmula Yudhoyono-Boediono, asistiendo a la ceremonia de registro en Bandung ese mismo día.

## Calendario electoral y campaña
Los candidatos tenían que inscribirse a partir del 10-16 de mayo presentando comprobantes de los controles médicos, que todos pasaron, entre el 11-15 de mayo. Las candidaturas aprobadas se dieron a conocer el 28 de mayo, recibiendo estas sus números de votación en el Edificio de la Comisión Electoral General el 31 de mayo.  Megawati-Prabowo obtuvo el número 1, Yudhoyono-Boediono el número 2 y Kalla-Wiranto el número 3.
La campaña comenzó el 2 de junio y continuó hasta el 4 de julio, permitiéndose concentraciones masivas de personas a partir del 12 de junio. Los candidatos tenían prohibido poner en duda las bases del estado indonesio, insultar la raza o la religión de los demás candidatos, utilizar amenazas o dar incentivos financieros o materiales a los votantes. Hubo una serie de debates entre el 18 de junio y el 2 de julio, que se llevaron en vivo a la televisión de Indonesia, tres entre los candidatos presidenciales y dos entre los candidatos a la vicepresidencia. Los temas de estos debates de dos horas se acordaron de antemano, y de común acuerdo, y no incluyeron explícitamente cuestiones de derechos humanos. Eso desató algunas críticas en cuanto a la calidad de los debates, alegándose varias veces que se trataba "solo de retórica pura".

## Resultados
|  | 60.80 % |

|  | 26.79 % |

|  | 12.41 % |

|  | 94.93 % |

|  | 5.06 % |

|  | 100.00 % |

|  | 82.54 % |